# Бурже (озеро)
Бурже (фр.: [lak dy buʁʒɛ]), також відомий як Грі ([lak gʁi]) або Lac d'Aix ([lak d‿ɛ]), озеро на найпівденнішому кінці гір Юра у департаменті Савоя, Франція. Це найглибше озеро, розташоване повністю у межах Франції, або найбільше, або друге за розміром після Лак-де-Гран-Ле, залежно від пори року. 
Найбільше місто на його березі — Екс-ле-Бен. Шамбері, столиця Савої, лежить близько за 10 км на південь від озера. Воно в основному живиться річкою Лейс (та іншими малими річками), і воно стікає до річки Рона через канал Сав'єр, штучний канал. Це Рамсарське місце. Вимерлу безулю знайшли лише в цьому озері.
Озеро утворилося в останній період глобального зледеніння в Альпах (заледеніння Вюрму) в епоху плейстоцену. Воно має площу 44,5 квадратного кілометра (4 450 га) . Довга і вузька вісь озера північ-південь простягається 18 км завдовжки і коливається між 1,6 км і 3,5 км завширшки. Середня глибина озера — 85 м, а його максимальна глибина — 145 м. Озеро є мероміктним, що означає, що воно має шари, які не змішуються.
Озеро межує з крутими вершинами Мон-дю-Чат і Шайн-де-лє-Епін на заході та горами Баж на сході, що утворюють його береги.
Озеро Бурже відоме кількома романтичними віршами Альфонса де Ламартіна, в тому числі Le Lac, а також описами Ксав'є де Местра, Оноре де Бальзака та Олександра Дюма.

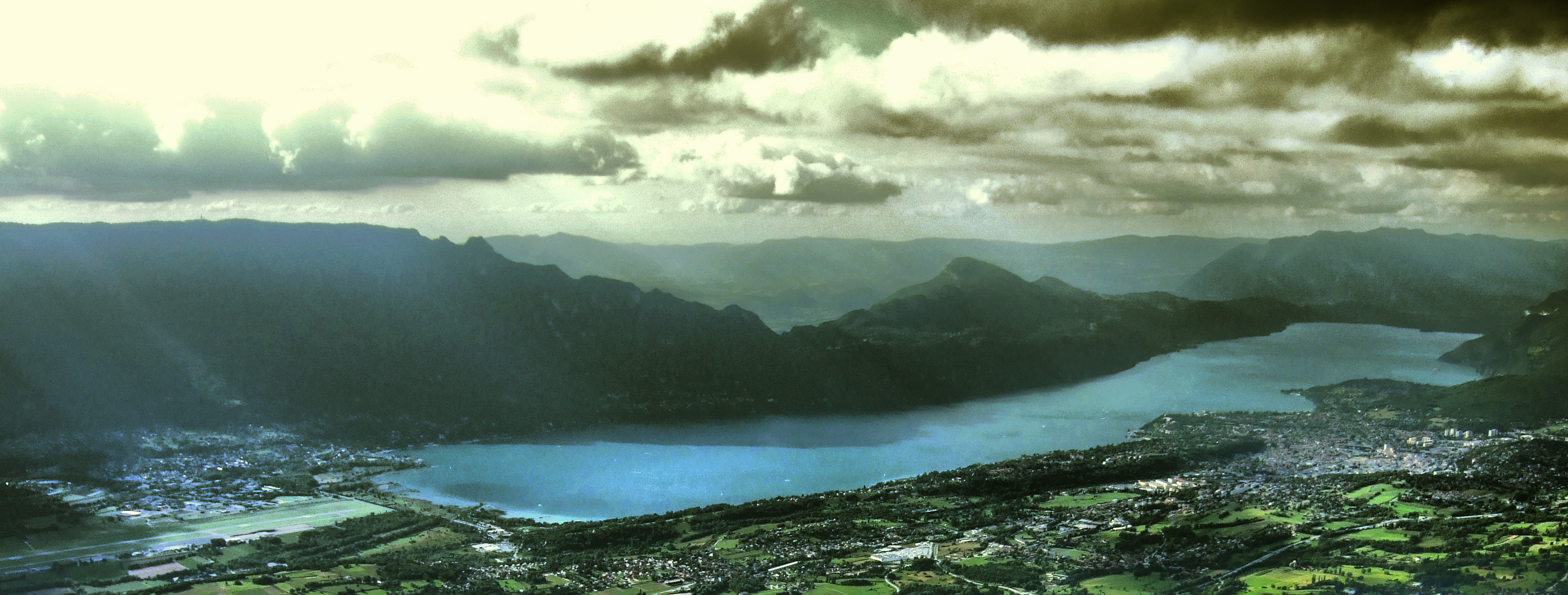
Панорамний вид із вершини Ніволе. Аеропорт Шамбері видно ліворуч, на південному кінці озера, а Екс-ле-Бен праворуч

## Походження назви
Названий «Лакус де Бурже» в 1313 році, його назва «Ле-Бурже» походить від однойменного замку, який став головною резиденцією герцогів Савойських із середини 13 століття до наступного століття. Раніше його називали «Лак де Шатійон» (Ripa laci de Castellione у 13 столітті), що стосується замку та однойменної сеньйори. Це, зокрема, згадується у пожертві, зробленій графом Савойським Амадеєм III у 1125 р. Для заснування абатства Верхнє Комбо, «на березі озера Шатійон» (supra ripam loci de Castellione).

## Клімат
Озеро Бурже характеризується континентальним океанічним кліматом (Кеппен : Cfb). На берегах озера взимку сніг майже не накопичується на землі. Однак навколишні гори мають теплий-літній вологий континентальний клімат (Кеппен : Dfb) або субальпійський клімат (Кеппен : Dfc), з холодною до дуже холодною зимою та рясними снігопадами.